# Макінська міська адміністрація
Ма́кінська міська адміністрація (каз. Макинск қаласы әкімдігі, рос. Макинская городская администрация) — адміністративна одиниця у складі Буландинського району Акмолинської області Казахстану. Адміністративний центр та єдиний населений пункт — місто Макінськ.
Населення — 18098 осіб (2021; 16745 у 2009, 18540 у 1999, 23312 у 1989).
Станом на 1989 рік існувала Макінська міська адміністрація (місто Макінськ).